# Henry Fletcher Hance
Henry Fletcher Hance, född den 4 augusti 1827 i London, död den 22 juni 1886 i Xiamen, var en brittisk diplomat och botaniker, som studerade kinesiska växter på fritiden.
Hances första uppdrag var i Hongkong 1844, senare blev han vicekonsul till Whampoa, konsul till Guangzhou och slutligen konsul till Xiamen, där han avled.
Auktorsnamnet Hance kan användas för Henry Fletcher Hance i samband med ett vetenskapligt namn inom botaniken; se Wikipediaartiklar som länkar till auktorsnamnet.